# Émile Avon
Le capitaine de corvette Émile Avon, né le 19 mai 1916 à Tournon (Ardèche) et mort le 5 décembre 1946 en mer Méditerranée au large de Toulon (Var) à bord de son sous-marin, l'U-2326, était un officier de marine français.